# Palacio de los Capitanes Generales (Guatemala)
Este artículo corresponde al Palacio de Antigua Guatemala
El Palacio de los Capitanes Generales, o Palacio Real, es un palacio colonial localizado en la ciudad de Antigua Guatemala. Actualmente alberga al Museo de Santiago.

## Historia
La ciudad se trazó en forma rectilínea, con las calles orientadas de norte a sur y de este a oeste, con una plaza central. Para los edificios eclesiásticos y de gobierno fueron designados lugares importantes alrededor de la plaza central; a la que también se le llamaba Plaza Mayor, Plaza Real y Plaza de Armas. Entre 1549 y 1563, las propiedades al sureste de la plaza mayor fueron vendidas a la corona y ocupadas por el primer presidente de la Real Audiencia de los Confines: el licenciado Alonso López Cerrato, quien además fungió como gobernador y capitán general; el edificio que se construyó originalmente era pequeño de artesonado con portal, techo de teja y paredes de adobe. Anteriormente la audiencia se encontraba en la ciudad de Gracias a Dios en Honduras, pero allí carecía de las condiciones adecuadas para realizar sus actividades.
La construcción de las Casas Reales para la residencia del Capitán General y los oidores de la Real Audiencia de los Confines se inició en 1558. En el lugar se ubicaban la Caja Real, la cárcel, el cuartel del Batallón de Dragones, la Sala de Armas, las casas de habitación de los oidores y cabellerizas huertos y bodegas.
Para 1678 el Palacio de los Capitanes Generales ya era un edificio de dos niveles, con portal y columnas de madera y con techo de teja con alero.

### Terremotos de San Miguel
Los terremotos más fuertes que vivió la ciudad de Antigua Guatemala antes de su traslado definitivo en 1776 fueron los terremotos de San Miguel en 1717. El 27 de agosto hubo una erupción muy fuerte del Volcán de Fuego, que se extendió hasta el 29 de agosto; los vecinos de la ciudad pidieron auxilio al Santo Cristo de la catedral y a la Virgen del Socorro que eran los patronos jurados contra el fuego del volcán.  El 29 de agosto salió la Virgen del Rosario en procesión después de un siglo sin salir y hubo muchas más procesiones de santos hasta el día 29 de septiembre, día de San Miguel; los primeros sismos por la tarde fueron leves, pero a eso de las 7 de la noche se produjo un fuerte temblor que obligó a los vecinos a salir de sus casas; los temblores y retumbos siguieron hasta las cuatro de la mañana.
Los daños que sufrió el como consecuencia de este terremoto fueron reparados por Diego de Porres, quien los terminó en 1720; aunque hay indicios de que hubo más trabajos de Porres hasta 1736.

### Terremotos de San Casimiro
Los sismos continuaron y en 1751 hubo otro fuerte temblor que dañó la ciudad. en ese oportunidad, el Palacio Real sufrió cuantiosos daños y hubo de ser reconstruido totalmente. El encargado de la reconstrucción fue el arquitecto mayor Luis Diez de Navarro, a quien las autoridades de la corona española le solicitaron que el edificio se asemejara al edificio de la sede del poder criollo de Guatemala, el Ayuntamiento, y que tuviera un portal de columnas de piedra con cúpulas en cada sector de intercolumnio, además de ser abovedado el techo del conjunto. La construcción se concluyó entre 1765 y 1768.

### Los Terremotos de Santa Marta

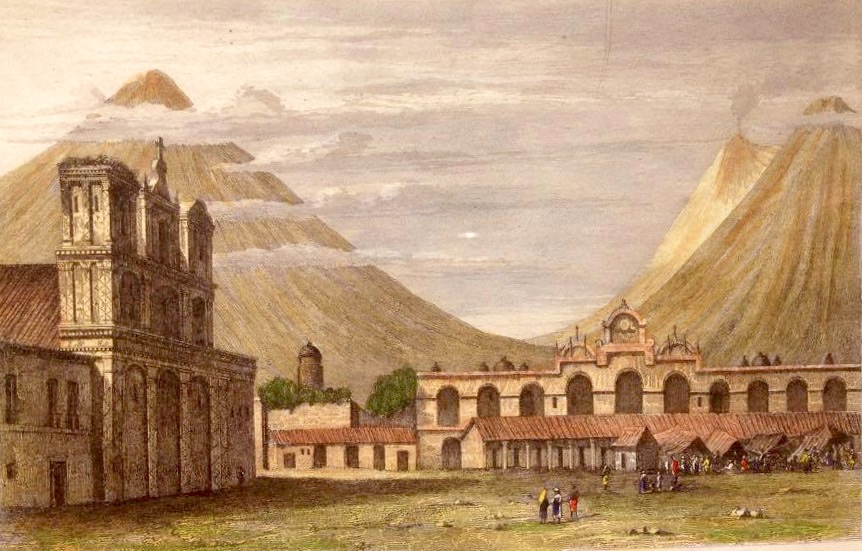
Parque central con la Parroquia de San José y cobertizos improvisados para las columnas derrumbadas del Palacio de los Capitanes Generales; 1840.

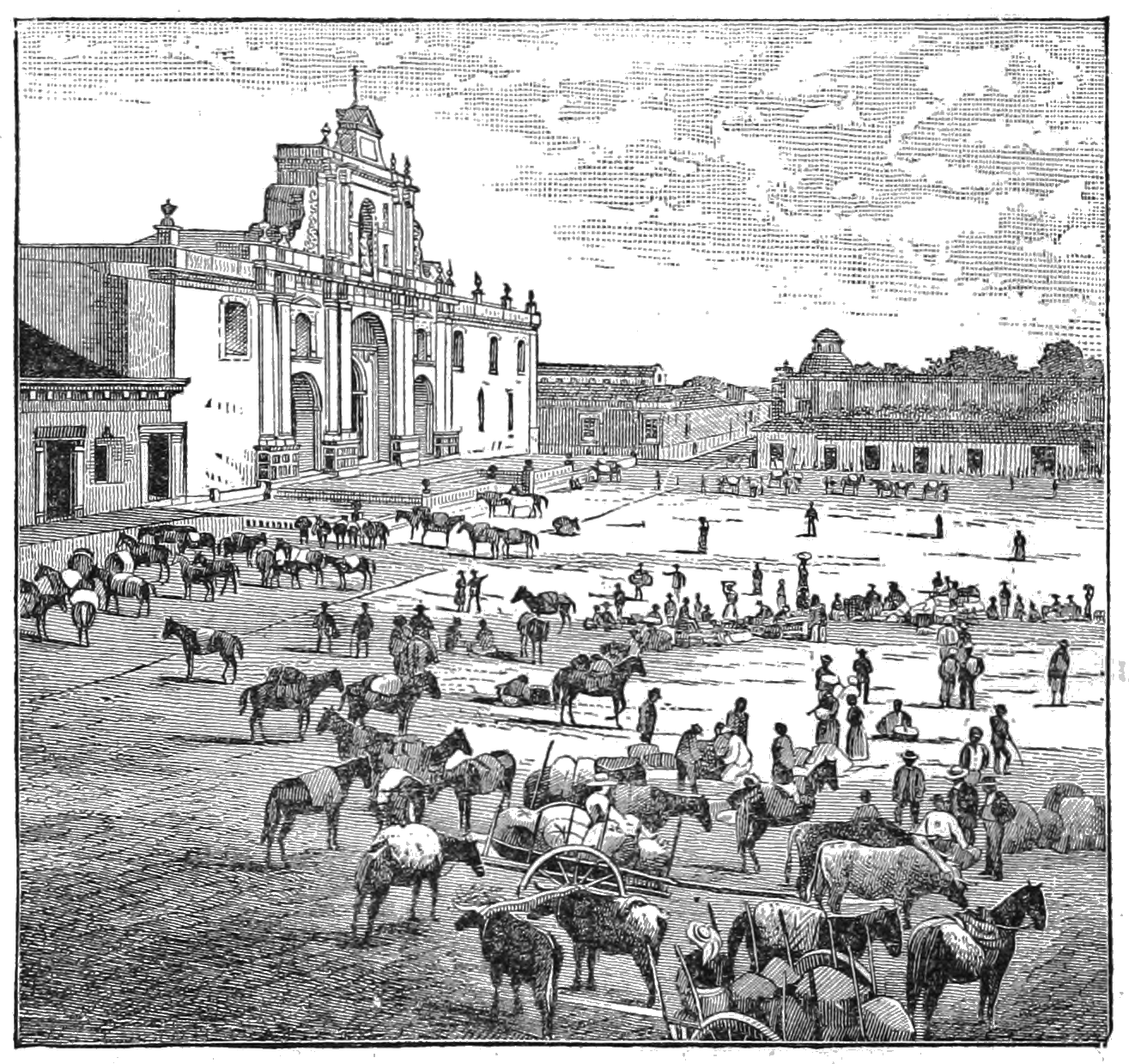
Antigua Catedral de Santiago en un grabado de 1884. Obsérvese que la arcada del Palacio de los Capitanes Generales, a la derecha, todavía no se había terminado de reconstruir y sólo están los cobertizos que guardan las columnas de los arcos.

Para 1773, el Reino de Guatemala era vasto, con una jurisdicción que abarcaba más de 2400 kilómetros de longitud, limitada por el Océano Atlántico y el Océano Pacífico al sur; tenía tres obispados sufragáneos, once ciudades, muchas villas y aproximadamente novecientos pueblos, repartidos en veinticuatro gobiernos y alcaldías mayores que dominaba la Real, Pretorial Audiencia, presidida por el presidente, el consejo y regimiento. Entre las dependencias de la Audiencia se encontraban: los juzgados de tierras, juzgados de bienes de difuntos, juzgados de cruzada, juzgados de papel sellado y bienes de comunidades, ordinarios de provincia, tribunal de cuentas, y los de las respectivas rentas reales. Por su parte, los criollos guatemaltecos oponían al poder real el Ayuntamiento, el cual estaba compuesto de dos alcaldes ordinarios, trece regidores, procurado síndico y mayordomo.; y finalmente, el poder eclesiástico, que estaba dirigido por el arzobispo, con nueve prebendados, cinco dignatarios, dos curas rectores, ocho conventos religiosos, cinco de monjas, tres de beatas y dos colegios.
Después de los terremotos de 1751, se renovaron muchos edificios y se construyeron numerosas estructuras nuevas, de tal modo que para 1773 daba la impresión de que la ciudad era completamente nueva. La mayoría de las casas particulares de la ciudad eran amplias y suntuosas, al punto que tanto las puertas exteriores como las de las habitaciones eran de madera labrada y las ventanas eran de finos cristales y tenían portales de madera labrada. Era frecuente encontrar en las residencias pinturas de artistas locales con marcos recubiertos de oro, nácar o carey, espejos finos, lámparas de plata, y alfombras delicadas. Y los templos católicos eran magníficos: había 26 iglesias en la ciudad, y 15 ermitas y oratorios. Los principales edificios públicos de la ciudad no se quedaban atrás en lujo y ostentación: el Palacio Real, el Palacio Arzobispal, la Casa de Cabildo y la Casa de Moneda. Asimismo estaba la Real Universidad, dos seminarios de niños, un seminario de niñas, la Real aduana, ocho conventos de monjes y cinco de monjas, tres beaterios, dos hospitales, dos cárceles de varones y una de mujeres.
El 29 de julio de 1773, día de la festividad de Santa Marta de Betania, ocurrió un fuerte sismo en la localidad alrededor de las tres de la tarde. Una hora después fue seguido de un violento terremoto que duró alrededor de un minuto, en medio de una tenaz lluvia que azotaba el lugar. La sacudida ocasionó el destrozo de las edificaciones religiosas, gubernamentales y privadas, así como rompió acueductos y provocó la escasez de alimentos, pues los nativos, que abastecían a la población, habían huido a los montes. 
Justo en los días dos y cuatro de agosto, fueron celebradas «Juntas Generales» presididas por el gobernador Martín de Mayorga y a donde se hicieron presentes las autoridades locales, entre ellas el Arzobispo Pedro Cortés y Larraz, miembros del Ayuntamiento y representantes de las órdenes religiosas que allí residían. En la reunión se decidió informar al Rey Carlos III y al Consejo de Indias sobre los destrozos y el eventual traslado al vecino valle de La Ermita, sitio que no estaba cercano a volcanes, circunstancia a la que se atribuía los temblores.
El 13 de diciembre dos fuertes sismos sobrevinieron en la zona, desatando un nuevo enjambre sísmico, lo que reforzó la posición de quienes preferían la mudanza. En enero de 1774 el Concejo de Indias se pronunció sobre el traslado interino hacia el valle de La Ermita. Bajo la administración de Matías de Gálvez, entre 1779 y 1783, se dio por resuelto el desalojo.
Posiblemente los daños causados por el terremoto fueron serios, pero fueron más serios los que provocó el saqueo y el abandono de la ciudad. El 16 de enero de 1775 el maestro mayor de obras Bernardo Ramírez, comenzó a sacar todos los materiales utilizables del edificio para trasladarlos a la nueva capital ya que se había emitido orden legal en la cual se ordenaba que debían ser trasladados al nuevo asentamiento todos los materiales que pudiesen servir en la construcción de edificios y casas. Por esta disposición el Palacio Real fue despojado de puertas, ventanas, balcones, objetos decorativos, etc.

## Después del traslado de la capital
La ciudad permaneció en relativo abandono durante el siglo xix e incluso en 1813, el arzobispado vendió los claustros e iglesias abandonados a particulares. Algunas familias retornaron a la ciudad a tomar posesión de sus antiguas propiedades, lo que motivó la instalación de autoridades en la localidad y la rehabilitación y reconstrucción parcial del algunos edificios. El antiguo Palacio de los Capitanes Generales se empezó a reconstruir por el corregidor J. Ignacio Irigoyen, mientras que la fachada se reconstruyó durante el gobierno del general Manuel Lisandro Barillas Bercián a finales del siglo xix. Para la reconstrucción de la fachada se utilizaron las columnas de piedra que habían permanecido durante casi cien años en unos cobertizos improvisados frente al Palacio, en el lado sur de la Plaza Mayor. Con la reconstrucción se rehabilitaron los sectores menos dañados del edificio: la cárcel y la gobernación, la cual empezó a funcionar en el establecimiento en 1896; para ese año, funcionaban en el edificio aparte de la jefatura política, la primera sección de policía, el juzgado de primera instancia, el juzgado primero de paz, la prisión de mujeres y la administración de rentas de Sacatepéquez.

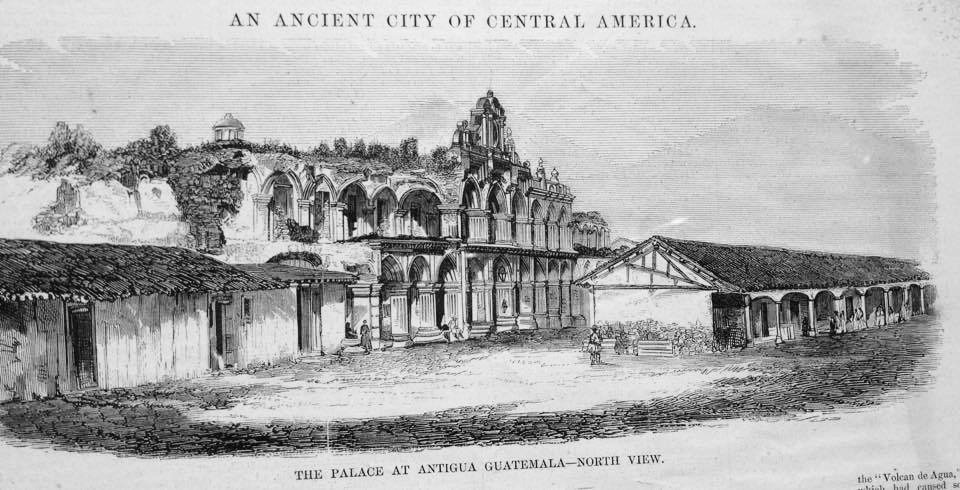
Vista norte del Palacio de los Capitanes Generales y de los cobertizos en donde ser guardaron sus columnas. Década de 1860.
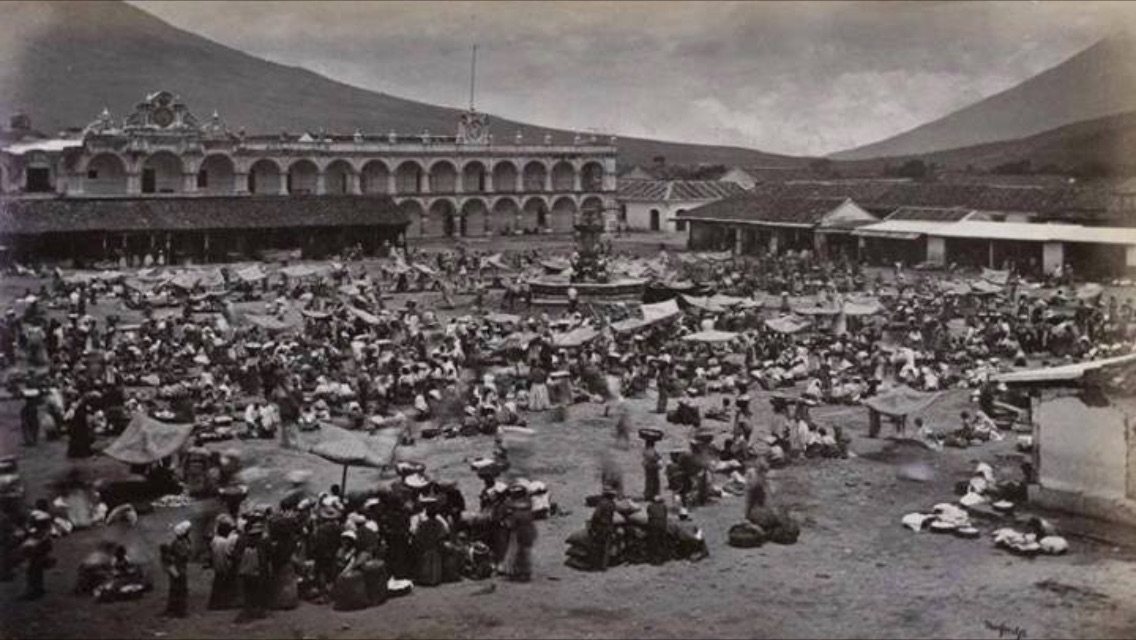
Palacio Real en 1875.
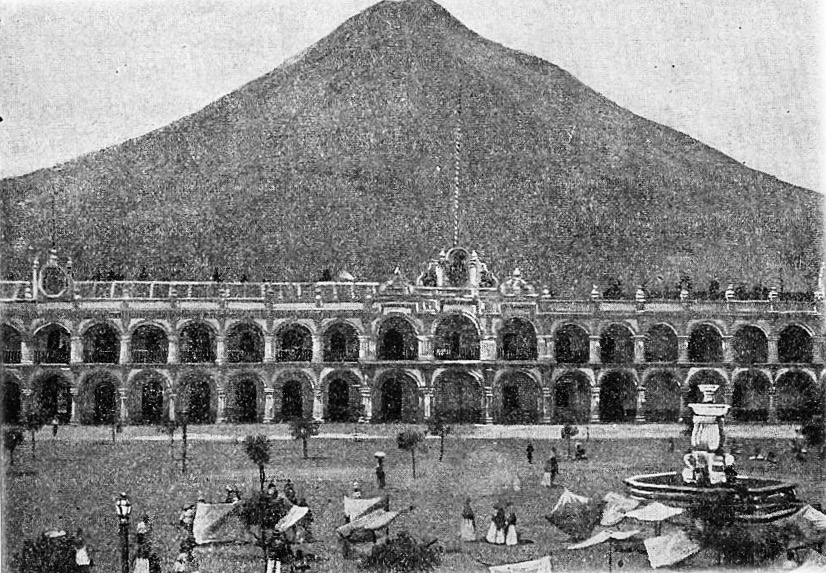
El Palacio luego de su reconstrucción durante el gobierno del general Manuel Lisandro Barillas. Grabado de 1896.
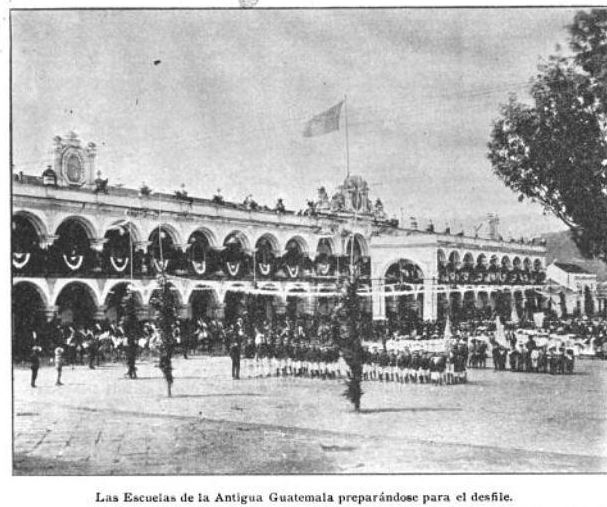
Palacio de los Capitanes Generales adornado para la celebración de las Fiestas de Minerva en 1907.
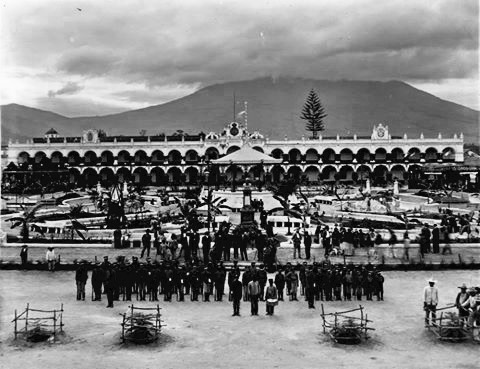
Palacio y Parque Central en 1920.

En 1896, el escritor Ramón Aceña describió la ciudad en un artículo para La Ilustración Guatemalteca, revista oficial que se publicaba durante el gobierno del general José María Reyna Barrios; en su artículo, Aceña -quien era oriundo de la ciudad - describe el valle como el lugar idóneo para que se asentara en él una gran ciudad, cuyos habitantes disfrutaran de los mejores dones que la naturaleza tiene que ofrecer, y de un clima muy agradable la mayor parte del año. En 1896 entre los edificios en mejores condiciones estaba el Palacio de los Capitanes Generales, reparado en parte por el corregidor J. Ignacio Irigoyen y cuya fachada ya había sido restaurada por el gobierno del general Manuel Lisandro Barillas; el palacio albergaba en ese entonces la Jefatura Política, la primera sección de la policía, el juzgado de primera instancia, juzgado primero de paz, la prisión de mujeres y la administración de rentas de Sacatepéquez.

### Terremotos de 1942 y 1976
El 6 de agosto de 1942, Antigua Guatemala fue afectada por un sismo que se produjo a las 17:37 hora local (23:37 UTC) y tuvo una magnitud de 7.7 en la escala de magnitud de momento (Mw) y 7.9 en la escala de Magnitud de onda superficial (Ms). El epicentro se encontró a lo largo de la costa sur de Guatemala,.
El terremoto causó extensos daños en el altiplano central y occidental de Guatemala, y dañó severamente el Palacio de los Capitanes Generales. Treinta y ocho personas murieron en el terremoto. Los deslizamientos de tierra, causados por la combinación del terremoto y las fuertes lluvias estacionales, destruyeron carreteras, incluso la Carretera Interamericana, y líneas telegráficas.
El 4 de febrero de 1976 Guatemala fue sacudida nuevamente por un terremoto de 7.5 grados en la escala de Richter, que destruyó gran parte del país, y causó daños en al Palacio de los Capitanes Generales, por lo que se tuvo que demoler el muro de la fachada oriental. El Palacio, junto con la ciudad de Antigua Guatemala fue declarado Patrimonio cultural de la Humanidad por la UNESCO en 1979.